# Aleksiejewka (rejon żerdiewski)
Aleksiejewka (ros. Алексеевка) – wieś (sieło) w Rosji, w obwodzie tambowskim, w rejonie żerdiewskim. W 2010 liczyła 689 mieszkańców.